# مونکنبورن
مونکنبورن (به هلندی: Munnekeburen) یک منطقهٔ مسکونی در هلند است که در وست‌استلینگ‌ورف واقع شده‌است. مونکنبورن ۴۳۱ نفر جمعیت دارد.